# Villa des Hautes-Traverses
La villa des Hautes-Traverses est une voie du 20e arrondissement de Paris, en France.

## Situation et accès
La villa des Hautes-Traverses est une voie privée située dans le 20e arrondissement de Paris. Elle débute au 88, rue des Haies et se termine en impasse.

## Origine du nom
Elle porte le nom d'un ancien lieu-dit situé sur la commune de Charonne.

## Historique
La voie est créée dans le cadre de l'aménagement de la ZAC Réunion sous le nom provisoire de « voie FE/20 » et prend sa dénomination actuelle par un décret municipal du 17 décembre 2002. 